# Copa América 1997
Navigation
Uruguay 1995 Paraguay 1999
La Copa América 1997 est un tournoi de football qui s'est déroulé en Bolivie du 11 au 29 juin 1997 et a été organisé par la CONMEBOL.
Les douze participants sont l'Argentine, la Bolivie, le Brésil, le Chili, la Colombie, l'Équateur, le Paraguay, le Pérou, l'Uruguay et le Venezuela, ainsi que le Costa Rica et le Mexique.
La formule de 1991 et 1993 est reconduite, à la différence près que le Costa Rica remplace les États-Unis en tant qu'invité de la zone CONCACAF.
Les douze équipes sont réparties en trois groupes de quatre au premier tour. Les deux premiers de chaque groupe sont qualifiés pour les quarts de finale ainsi que les deux meilleurs troisièmes.
Le Brésil remporte son cinquième titre continental en battant en finale la Bolivie, pays organisateur dont l'équipe est naturellement avantagée par l'altitude à laquelle ses joueurs sont habitués, par 3 buts à 1.

## Premier tour

### Groupe A
| Classement final |           |     |   |   |   |   |    |    |      |
|                  | Équipe    | Pts | J | G | N | P | BP | BC | Diff |
| 1                | Équateur  | 7   | 3 | 2 | 1 | 0 | 4  | 1  | +3   |
| 2                | Argentine | 5   | 3 | 1 | 2 | 0 | 3  | 1  | +2   |
| 3                | Paraguay  | 4   | 3 | 1 | 1 | 1 | 2  | 3  | -1   |
| 4                | Chili     | 0   | 3 | 0 | 0 | 3 | 1  | 5  | -4   |

| 11 juin | Équateur  | 0 | 0 | Argentine |
| 11 juin | Paraguay  | 1 | 0 | Chili     |
| 14 juin | Argentine | 2 | 0 | Chili     |
| 14 juin | Équateur  | 2 | 0 | Paraguay  |
| 17 juin | Équateur  | 2 | 1 | Chili     |
| 17 juin | Paraguay  | 1 | 1 | Argentine |

| 11 juin 1997 | Équateur | 0 – 0   | Argentine | Estadio Félix Capriles (Cochabamba)           |                                               |
|              |          | (0 - 0) |           | Spectateurs : 17 000 Arbitrage : Jorge Nieves | Spectateurs : 17 000 Arbitrage : Jorge Nieves |

| 11 juin 1997 | Paraguay  | 1 – 0   | Chili | Estadio Félix Capriles (Cochabamba)          |                                              |
|              | Acuña 28e | (1 - 0) |       | Spectateurs : 17 000 Arbitrage : René Ortube | Spectateurs : 17 000 Arbitrage : René Ortube |

| 14 juin 1997 | Argentine                | 2 – 0   | Chili | Estadio Félix Capriles (Cochabamba)             |                                                 |
|              | Berti 83e · Gallardo 87e | (0 - 0) |       | Spectateurs : 9 000 Arbitrage : Antônio Pereira | Spectateurs : 9 000 Arbitrage : Antônio Pereira |

| 14 juin 1997 | Équateur                   | 2 – 0   | Paraguay | Estadio Félix Capriles (Cochabamba)             |                                                 |
|              | Sánchez 71e · Graziani 86e | (0 - 0) |          | Spectateurs : 5 000 Arbitrage : Paolo Borgosano | Spectateurs : 5 000 Arbitrage : Paolo Borgosano |

| 17 juin 1997 | Équateur                  | 2 – 1   | Chili       | Estadio Félix Capriles (Cochabamba)             |                                                 |
|              | Graziani 32e · Gavica 55e | (1 - 0) | Vergara 52e | Spectateurs : 8 000 Arbitrage : Rafael Sanabria | Spectateurs : 8 000 Arbitrage : Rafael Sanabria |

| 17 juin 1997 | Paraguay             | 1 – 1   | Argentine                         | Estadio Félix Capriles (Cochabamba)          |                                              |
|              | Chilavert 90e (pen.) | (0 - 0) | Gallardo 75e (pen.) · Rotchen 86e | Spectateurs : 8 000 Arbitrage : Jorge Nieves | Spectateurs : 8 000 Arbitrage : Jorge Nieves |

### Groupe B
| Classement final |           |     |   |   |   |   |    |    |      |
|                  | Équipe    | Pts | J | G | N | P | BP | BC | Diff |
| 1                | Bolivie   | 9   | 3 | 3 | 0 | 0 | 4  | 0  | +4   |
| 2                | Pérou     | 6   | 3 | 2 | 0 | 1 | 3  | 2  | +1   |
| 3                | Uruguay   | 3   | 3 | 1 | 0 | 2 | 2  | 2  | 0    |
| 4                | Venezuela | 0   | 3 | 0 | 0 | 3 | 0  | 5  | -5   |

| 12 juin | Bolivie | 1 | 0 | Venezuela |
| 12 juin | Pérou   | 1 | 0 | Uruguay   |
| 15 juin | Uruguay | 2 | 0 | Venezuela |
| 15 juin | Bolivie | 2 | 0 | Pérou     |
| 18 juin | Pérou   | 2 | 0 | Venezuela |
| 18 juin | Bolivie | 1 | 0 | Uruguay   |

| 12 juin 1997 | Bolivie                | 1 – 0   | Venezuela    | Estadio Hernando Siles (La Paz)               |                                               |
|              | Coimbra 60e · Peña 59e | (0 - 0) | McIntosh 73e | Spectateurs : 40 000 Arbitrage : Byron Moreno | Spectateurs : 40 000 Arbitrage : Byron Moreno |

| 12 juin 1997 | Pérou                     | 1 – 0   | Uruguay | Estadio Olímpico Patria (Sucre)                         |                                                         |
|              | Hidalgo 75e · Carazas 85e | (0 - 0) |         | Spectateurs : 6 000 Arbitrage : Antonio Marrufo Mendoza | Spectateurs : 6 000 Arbitrage : Antonio Marrufo Mendoza |

| 15 juin 1997 | Uruguay                    | 2 – 0   | Venezuela     | Estadio Olímpico Patria (Sucre)                |                                                |
|              | Recoba 19e · Saralegui 47e | (1 - 0) | Rodallega 35e | Spectateurs : 1 000 Arbitrage : Eduardo Gamboa | Spectateurs : 1 000 Arbitrage : Eduardo Gamboa |

| 15 juin 1997 | Bolivie                         | 2 – 0   | Pérou     | Estadio Hernando Siles (La Paz) |                             |
|              | Etcheverry 45e · Baldivieso 50e | (1 - 0) | Reyna 20e | Arbitrage : Rodrigo Badilla     | Arbitrage : Rodrigo Badilla |

| 18 juin 1997 | Pérou             | 2 – 0   | Venezuela | Estadio Olímpico Patria (Sucre)              |                                              |
|              | Cominges 13e, 59e | (1 - 0) | Rey 35e   | Spectateurs : 1 500 Arbitrage : Byron Moreno | Spectateurs : 1 500 Arbitrage : Byron Moreno |

| 18 juin 1997 | Bolivie        | 1 – 0   | Uruguay | Estadio Hernando Siles (La Paz)                          |                                                          |
|              | Baldivieso 29e | (1 - 0) |         | Spectateurs : 30 000 Arbitrage : Antonio Marrufo Mendoza | Spectateurs : 30 000 Arbitrage : Antonio Marrufo Mendoza |

### Groupe C
| Classement final |            |     |   |   |   |   |    |    |      |
|                  | Équipe     | Pts | J | G | N | P | BP | BC | Diff |
| 1                | Brésil     | 9   | 3 | 3 | 0 | 0 | 10 | 2  | +8   |
| 2                | Mexique    | 4   | 3 | 1 | 1 | 1 | 5  | 5  | 0    |
| 3                | Colombie   | 3   | 3 | 1 | 0 | 2 | 5  | 5  | 0    |
| 4                | Costa Rica | 1   | 3 | 0 | 1 | 2 | 2  | 10 | -8   |

| 13 juin | Brésil   | 5 | 0 | Costa Rica |
| 13 juin | Mexique  | 2 | 1 | Colombie   |
| 16 juin | Brésil   | 3 | 2 | Mexique    |
| 16 juin | Colombie | 4 | 1 | Costa Rica |
| 19 juin | Brésil   | 2 | 0 | Colombie   |
| 19 juin | Mexique  | 1 | 1 | Costa Rica |

| 13 juin 1997 | Brésil                                                              | 5 – 0   | Costa Rica | Estadio Ramón Aguilera (Santa Cruz)                |                                                    |
|              | Djalminha 20e · González 34e (csc) · Ronaldo 47e, 54e · Romário 60e | (2 - 0) |            | Spectateurs : 35 000 Arbitrage : Epifanio González | Spectateurs : 35 000 Arbitrage : Epifanio González |

| 13 juin 1997 | Mexique           | 2 – 1   | Colombie   | Estadio Ramón Aguilera (Santa Cruz)                      |                                                          |
|              | Hernández 7e, 11e | (2 - 0) | Ricard 58e | Spectateurs : 25 000 Arbitrage : Antonio Marrufo Mendoza | Spectateurs : 25 000 Arbitrage : Antonio Marrufo Mendoza |

| 16 juin 1997 | Brésil                                                              | 3 – 2   | Mexique            | Estadio Ramón Aguilera (Santa Cruz)         |                                             |
|              | Aldair 47e · Romero 59e (csc) · Leonardo 77e · Flávio Conceição 87e | (0 - 2) | Hernández 13e, 31e | Spectateurs : 35 000 Arbitrage : José Arana | Spectateurs : 35 000 Arbitrage : José Arana |

| 16 juin 1997 | Colombie                                                 | 4 – 1   | Costa Rica | Estadio Ramón Aguilera (Santa Cruz)                  |                                                      |
|              | Morantes 13e, 23e · Cabrera 62e (pen.) · Aristizábal 78e | (2 - 0) | Wright 66e | Spectateurs : 25 000 Arbitrage : Esfandiar Baharmast | Spectateurs : 25 000 Arbitrage : Esfandiar Baharmast |

| 19 juin 1997 | Brésil                  | 2 – 0   | Colombie | Estadio Ramón Aguilera (Santa Cruz)                |                                                    |
|              | Dunga 11e · Edmundo 67e | (1 - 0) |          | Spectateurs : 35 000 Arbitrage : Epifanio González | Spectateurs : 35 000 Arbitrage : Epifanio González |

| 19 juin 1997 | Mexique              | 1 – 1   | Costa Rica  | Estadio Ramón Aguilera (Santa Cruz)                   |                                                       |
|              | Hernández 14e (pen.) | (1 - 0) | Medford 60e | Spectateurs : 15 000 Arbitrage : Juan Carlos Paniagua | Spectateurs : 15 000 Arbitrage : Juan Carlos Paniagua |

## Quarts de finale
| 21 juin 1997 | Pérou                     | 2 – 1 | Argentine           | Estadio Olímpico Patria (Sucre)              |                                              |
| | Carazas 30e · Hidalgo 61e | (1 - 0) | Gallardo 66e (pen.) | Spectateurs : 9 000 Arbitrage : Byron Moreno | Spectateurs : 9 000 Arbitrage : Byron Moreno |
| Miranda - Reyna, Dulanto, Rebosio, Torres - Hidalgo, Muñoz, Carazas ( 52e Prado), Palacios - Cominges ( 73e Cavero), Sáenz ( 62e Palomino) | Équipes                   | Roa - Pineda, Vivas, Berizzo ( 67e), Cardozo ( 46e Martínez) - Bassedas, Zapata ( 82e), Gallardo ( 67e), Cardoso ( 46e Berti) - Delgado, Cruz ( 46e Posse) |                     | Spectateurs : 9 000 Arbitrage : Byron Moreno | Spectateurs : 9 000 Arbitrage : Byron Moreno |

| 21 juin 1997 | Bolivie                        | 2 – 1 | Colombie    | Estadio Hernando Siles (La Paz)                   |                                                   |
| | Etcheverry 3e · E. Sánchez 24e | (2 - 0) | Gaviria 57e | Spectateurs : 30 000 Arbitrage : Horacio Elizondo | Spectateurs : 30 000 Arbitrage : Horacio Elizondo |
| Trucco - O. Sánchez, Sandy, J. Peña, S. Castillo - Cristaldo, V. Soria, Baldivieso, R. Castillo ( 71e Melgar) - E. Sánchez ( 75e Moreno), Etcheverry | Équipes                        | Mondragón - Santa, Córdoba, Bermúdez, Moreno - Gaviria, Pérez ( 26e Morantes), Cabrera, Pacheco ( 46e Escobar) - Ricard ( 67e Zuleta), Aristizábal |             | Spectateurs : 30 000 Arbitrage : Horacio Elizondo | Spectateurs : 30 000 Arbitrage : Horacio Elizondo |

| 22 juin 1997 | Mexique           | 1 – 1 a.p. | Équateur          | Estadio Félix Capriles (Cochabamba)              |                                                  |
| | Blanco 17e        | (1 - 1) | Capurro 6e (pen.) | Spectateurs : 15 000 Arbitrage : Antônio Pereira | Spectateurs : 15 000 Arbitrage : Antônio Pereira |
| · Hernández · Suárez · Blanco · Chávez · Villa · Sánchez                                                           | Tirs au but 4 - 3 | · Montaño · Capurro · De la Cruz · Graziani · Fernández · Rosero ·                                                                                     |                   | Spectateurs : 15 000 Arbitrage : Antônio Pereira | Spectateurs : 15 000 Arbitrage : Antônio Pereira |
| Ríos - Pardo ( 55e Rizo), Davino, Suárez, Sánchez - Romero, Villa, Lara, Ramírez ( 61e Chávez) - Blanco, Hernández | Équipes           | Ibarra - Méndez, Capurro, Tenorio ( 46e Montaño), De la Cruz - Sánchez ( 81e Rosero), Constante, Carabalí, Gavica ( 73e Fernández) - Graziani, Hurtado |                   | Spectateurs : 15 000 Arbitrage : Antônio Pereira | Spectateurs : 15 000 Arbitrage : Antônio Pereira |

| 22 juin 1997 | Brésil          | 2 – 0 | Paraguay | Estadio Ramón Aguilera (Santa Cruz)              |                                                  |
| | Ronaldo 9e, 34e | (2 - 0) |          | Spectateurs : 30 000 Arbitrage : Rafael Sanabria | Spectateurs : 30 000 Arbitrage : Rafael Sanabria |
| Taffarel - Zé María, Aldair, Gonçalves, Roberto Carlos - Dunga, Flávio Conceição, Denílson, Leonardo - Ronaldo, Romário | Équipes         | Chilavert - Arce, Gamarra, Espínola ( 36e Jara), Sanabria - Alcaraz, Gómez, Acuña, Villamayor ( 57e Ovelar) - Soto ( 42e Cardozo), A. Rojas |          | Spectateurs : 30 000 Arbitrage : Rafael Sanabria | Spectateurs : 30 000 Arbitrage : Rafael Sanabria |

## Demi-finales
| 25 juin 1997 | Bolivie                                       | 3 – 1 | Mexique    | Estadio Hernando Siles (La Paz)                    |                                                    |
| | E. Sánchez 27e · R. Castillo 39e · Moreno 79e | (2 - 1) | Ramírez 8e | Spectateurs : 40 000 Arbitrage : Epifanio González | Spectateurs : 40 000 Arbitrage : Epifanio González |
| Trucco - O. Sánchez, Sandy, J. Peña, S. Castillo - Cristaldo, V. Soria, Baldivieso, R. Castillo ( 73e Melgar) - E. Sánchez ( 59e Moreno ( 76e Blanco)), Etcheverry | Équipes                                       | Ríos - Pardo, Romero ( 73e Abundis), Suárez ( 42e), Sánchez ( 75e) - Chávez, Villa, Lara, Ramírez ( 59e García) - Palencia ( 46e Blanco), Hernández |            | Spectateurs : 40 000 Arbitrage : Epifanio González | Spectateurs : 40 000 Arbitrage : Epifanio González |

| 26 juin 1997 | Brésil                                                                                     | 7 – 0 | Pérou | Estadio Ramón Aguilera (Santa Cruz)              |                                                  |
| | Denílson 1re · Flávio Conceição 28e · Romário 36e, 49e · Leonardo 45e, 55e · Djalminha 77e | (4 - 0) |       | Spectateurs : 20 000 Arbitrage : Rodrigo Badilla | Spectateurs : 20 000 Arbitrage : Rodrigo Badilla |
| Taffarel - Cafu, Aldair, Gonçalves, Roberto Carlos - Dunga ( 58e Mauro Silva), Flávio Conceição, Denílson, Leonardo ( 62e Djalminha) - Ronaldo ( 58e Edmundo), Romário ( 64e) | Équipes                                                                                    | Miranda - Reyna ( 57e Prado), Dulanto, Rebosio, Torres - Hidalgo, Muñoz, Magallanes, Palacios ( 57e Sáenz) - Cominges, Carazas ( 57e Palomino) |       | Spectateurs : 20 000 Arbitrage : Rodrigo Badilla | Spectateurs : 20 000 Arbitrage : Rodrigo Badilla |

## Match pour la troisième place
| 28 juin 1997 | Mexique       | 1 – 0 | Pérou | Estadio Jesús Bermúdez (Oruro)                  |                                                 |
| | Hernández 82e | (0 - 0) |       | Spectateurs : 8 000 Arbitrage : Paolo Borgosano | Spectateurs : 8 000 Arbitrage : Paolo Borgosano |
| Ríos - Pardo, Jiménez, De Anda, Romero - Villa ( 83e Sánchez), Lara, Ramírez ( 46e Chávez), Blanco - Palencia ( 57e Abundis), Hernández | Équipes       | Miranda - Reyna, Dulanto, Rebosio, Portilla - Prado, Torres ( 71e Muñoz), Rosales ( 14e Hidalgo), Palacios - Palomino ( 20e Magallanes), Cominges |       | Spectateurs : 8 000 Arbitrage : Paolo Borgosano | Spectateurs : 8 000 Arbitrage : Paolo Borgosano |

## Finale
| 29 juin 1997 | Brésil                                     | 3 – 1 | Bolivie        | Estadio Hernando Siles (La Paz)               |                                               |
| | Edmundo 40e · Ronaldo 79e · Zé Roberto 90e | (1 - 1) | E. Sánchez 45e | Spectateurs : 46 000 Arbitrage : Jorge Nieves | Spectateurs : 46 000 Arbitrage : Jorge Nieves |
| Taffarel - Cafu, Aldair, Gonçalves, Roberto Carlos - Dunga, Flávio Conceição ( 62e Zé Roberto), Denílson, Leonardo ( 79e Mauro Silva) - Ronaldo, Edmundo ( 67e Paulo Nunes) · Entraîneur : Mário Zagallo | Équipes                                    | Trucco - O. Sánchez, Sandy, J. Peña, S. Castillo - Cristaldo, V. Soria, Baldivieso, E. Sánchez - Moreno ( 74e Coimbra), Etcheverry · Entraîneur : Antonio López Habas |                | Spectateurs : 46 000 Arbitrage : Jorge Nieves | Spectateurs : 46 000 Arbitrage : Jorge Nieves |

| Copa América 1997 - Vainqueur Brésil 5e titre |

## Meilleurs buteurs
6 buts
- Luis Hernández

5 buts
- Ronaldo

3 buts
- Marcelo Gallardo
- Erwin Sánchez
- Leonardo
- Romário